# Schweizer Museumspass
Die Stiftung Schweizer Museumspass wurde 1996 gemeinsam mit dem Bundesamt für Kultur, Schweiz Tourismus und dem Verband der Schweizer Museen mit Sitz in Zürich gegründet. Die Stiftung bezweckt die Förderung der kulturellen Vielfalt sowie der Bildung und des Wissens in der Gesellschaft und deren Vermittlung und Verbreitung mit dem Betrieb eines Schweizer Museumspasses.
Der Betrieb des Museumspasses soll den Museumsbesuch attraktiver machen und die Besucherfrequenz erhöhen.
Mitbegründer, Vater und langjähriger Geschäftsführer der Idee Schweizer Museumspass war Theo Wyler, der 2011 starb.